# 奥热莱
奥热莱（法語：Orgelet，法語發音：[ɔʁʒəlɛ] ⓘ），法国东部市镇，位于勃艮第-弗朗什-孔泰大区汝拉省，隶属于隆斯勒索涅区，其市镇面积为23.11平方公里，2022年1月1日时人口数量为1,571人，在法国城市中排名第6,590位。
奥热莱位于汝拉省南部，汝拉山西部的一处丘陵地带，是一个区域性的中心集镇，多条公路在此交汇。

## 地名来源
“Orgelet”一名的来源尚不太清楚，可能与其附近的奥日耶山（Mont Ogier）有关。
1967至1973年间，当地的官方名称曾为“Orgelet-le-Bourget”。

## 历史

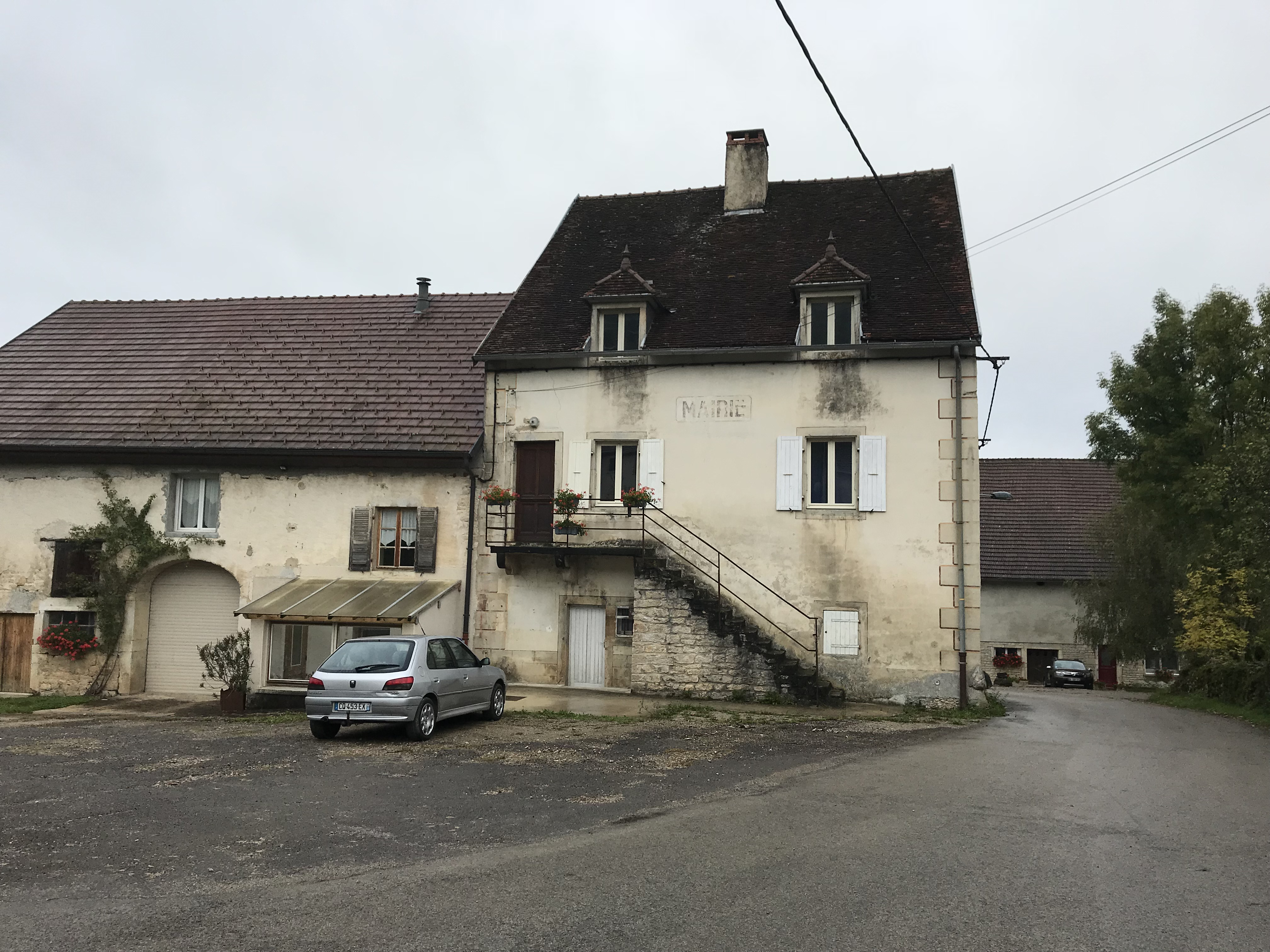
塞泽里亚市政厅旧址

奥热莱的早期历史尚不清楚。中世纪初，奥热莱为勃艮第公国的一部分。1267年，约翰一世继承奥热莱，并获得了男爵爵位，奥热莱则于1266年获得市镇宪章。1606年，奥热莱被一场大火烧毁。17世纪中后期，奥热莱经历了连年的战乱。1674年，法兰西军队曾率兵在此发动奥热莱战役。其间，为阻止法军入侵，阿斯普勒蒙子爵曾放火烧毁了奥热莱。《奈梅亨条约》签订后，奥热莱及其所处的勃艮第伯国成为法兰西王国的一部分。法国大革命后，奥热莱成为汝拉省的一个市镇。工业革命期间，奥热莱曾出现皮革加工厂，但当地人口数量依旧逐年流失。1822年，贝勒桑（Bellecin）和贝尔蒙（Belmont）两个市镇并入奥热莱。1865年，当地企业家朱尔·贝尔创建贝尔奶酪，成为当地的经济支柱，其总部于2016年迁至巴黎附近。1898年，一条途径此地的地方铁路建成通车，后于1948年关闭。第二次世界大战期间，奥热莱境内曾形成多个抵抗运动组织，1944年的特雷芬费尔德行动中，奥热莱被纳粹军队烧毁。1967年，武格朗水坝的建成使得奥热莱境内的部分区域被淹没。1973年，塞泽里亚（Sézéria）整体并入奥热莱的市镇范围。

## 地理

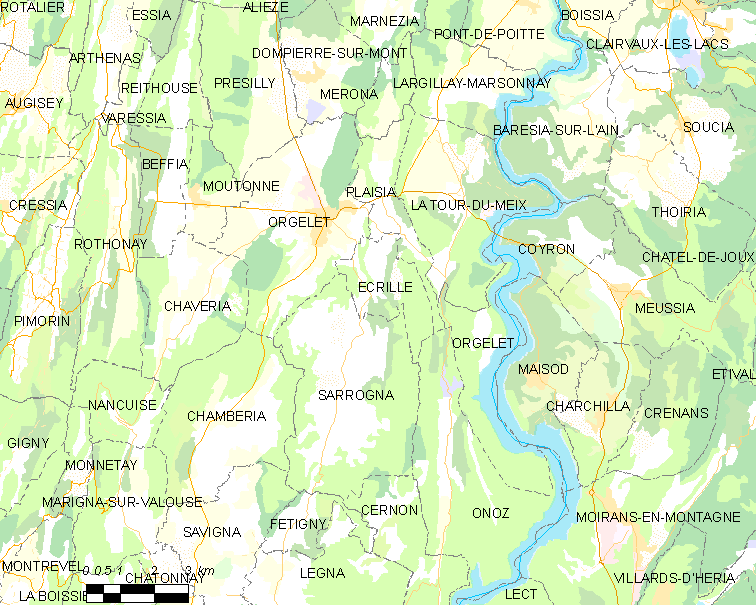
奥热莱市镇范围地图

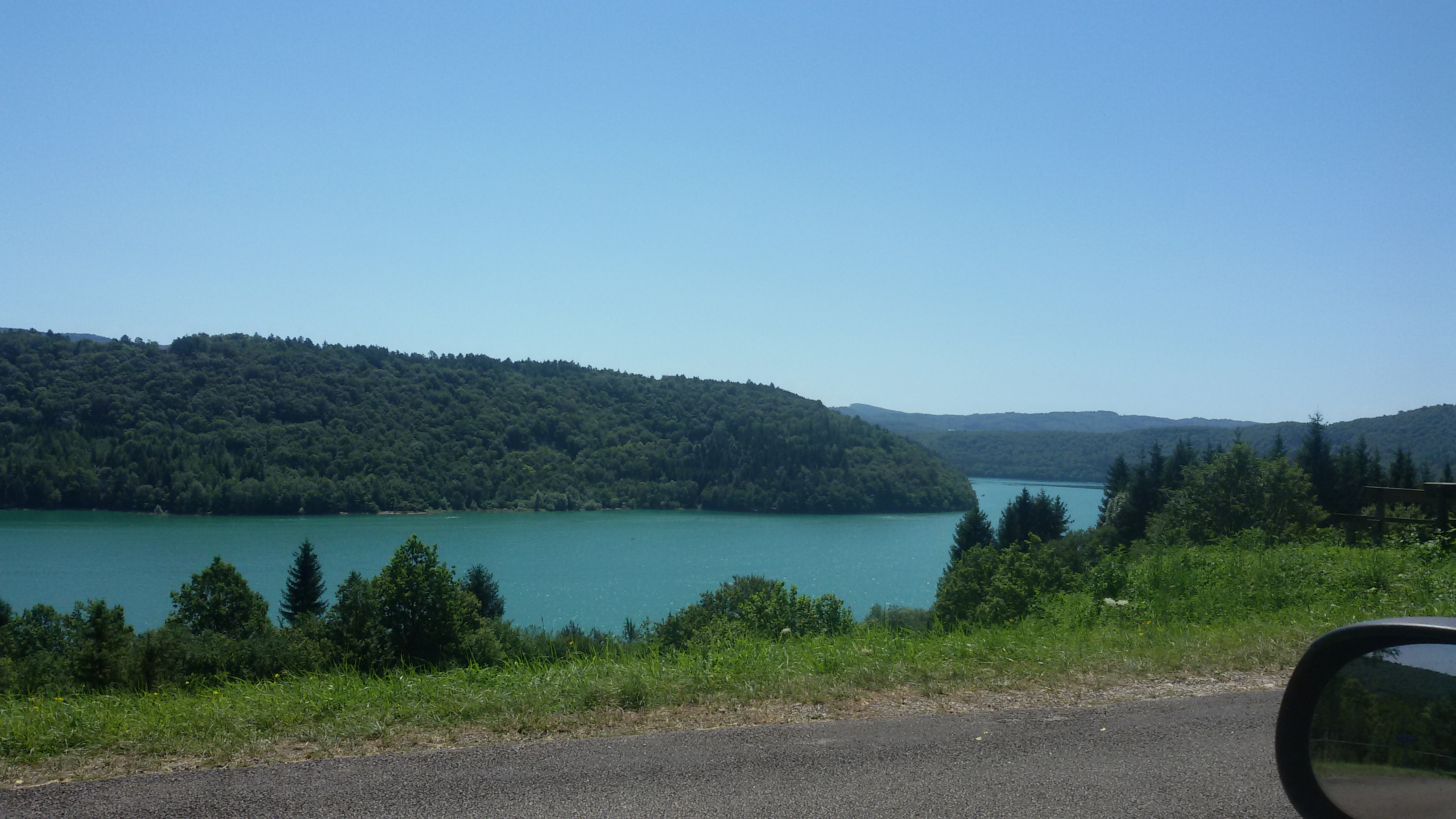
武格朗湖

奥热莱位于法国东部，勃艮第-弗朗什-孔泰大区东南部和汝拉省南部，距离省会隆斯勒索涅大约21公里。与奥热莱接壤的市镇包括：栋皮埃尔叙蒙、尚贝里亚、沙韦里亚、夸龙、埃克里耶、迈索、梅罗纳、穆托讷、奥诺、普莱西亚、普雷西伊、萨罗尼亚、拉图迪梅。位于安河右岸的贝勒桑亦为奥热莱的市镇管辖范围，后者为一处飞地。

### 地形
奥热莱位于汝拉山西部腹地，境内以丘陵为主，市镇中心位于一处地势较为平坦的山间谷地上，北侧为奥日耶山，全境海拔在374到653米之间。

### 水文
奥热莱位于罗讷河流域范围内。瓦卢斯河自西南向东流经市区南部，安河奥热莱附近的河段则因水坝而形成武格朗湖。

### 植被
奥热莱属于温带阔叶混交林区，林地广泛分布于市镇范围内的山地及河谷地区。
在鲜花城市的评比中，奥热莱被评为2星级鲜花城市。

### 气候
奥热莱在柯本气候分类法中属于带有温带海洋性气候及山地特征的大陆性气候。
距离奥热莱最近的常年气象站位于皮莫兰境内，以下为该气象站的数据（其中日照数据取自隆斯勒索涅）：
| 皮莫兰 1981年－2019年 | 皮莫兰 1981年－2019年 | 皮莫兰 1981年－2019年 | 皮莫兰 1981年－2019年 | 皮莫兰 1981年－2019年 | 皮莫兰 1981年－2019年 | 皮莫兰 1981年－2019年 | 皮莫兰 1981年－2019年 | 皮莫兰 1981年－2019年 | 皮莫兰 1981年－2019年 | 皮莫兰 1981年－2019年 | 皮莫兰 1981年－2019年 | 皮莫兰 1981年－2019年 | 皮莫兰 1981年－2019年 |
| 月份                  | 1月                   | 2月                   | 3月                   | 4月                   | 5月                   | 6月                   | 7月                   | 8月                   | 9月                   | 10月                  | 11月                  | 12月                  | 全年                  |
| --------------------- | --------------------- | --------------------- | --------------------- | --------------------- | --------------------- | --------------------- | --------------------- | --------------------- | --------------------- | --------------------- | --------------------- | --------------------- | --------------------- |
| 历史最高温 °C（°F）   | 16 (61)               | 20 (68)               | 23 (73)               | 27.5 (81.5)           | 32.5 (90.5)           | 36 (97)               | 38 (100)              | 39 (102)              | 33 (91)               | 28.5 (83.3)           | 23.5 (74.3)           | 18 (64)               | 39 (102)              |
| 平均高温 °C（°F）     | 5.8 (42.4)            | 7.3 (45.1)            | 11.3 (52.3)           | 14.6 (58.3)           | 19.6 (67.3)           | 22.8 (73.0)           | 25.2 (77.4)           | 25.2 (77.4)           | 20.3 (68.5)           | 15.9 (60.6)           | 9.3 (48.7)            | 5.6 (42.1)            | 15.2 (59.4)           |
| 日均气温 °C（°F）     | 1.5 (34.7)            | 2.3 (36.1)            | 5.5 (41.9)            | 8.4 (47.1)            | 13.3 (55.9)           | 16.2 (61.2)           | 18.4 (65.1)           | 18.3 (64.9)           | 14 (57)               | 10.6 (51.1)           | 4.8 (40.6)            | 1.7 (35.1)            | 9.6 (49.3)            |
| 平均低温 °C（°F）     | −2.9 (26.8)           | −2.7 (27.1)           | −0.2 (31.6)           | 2.3 (36.1)            | 6.9 (44.4)            | 9.6 (49.3)            | 11.5 (52.7)           | 11.3 (52.3)           | 7.8 (46.0)            | 5.3 (41.5)            | 0.4 (32.7)            | −2.2 (28.0)           | 3.9 (39.0)            |
| 历史最低温 °C（°F）   | −22 (−8)              | −23 (−9)              | −21 (−6)              | −8 (18)               | −3 (27)               | 0 (32)                | 2 (36)                | 1 (34)                | −3 (27)               | −9.5 (14.9)           | −17 (1)               | −26.5 (−15.7)         | −26.5 (−15.7)         |
| 平均降水量 mm（）     | 132.2 (5.20)          | 117.7 (4.63)          | 116.1 (4.57)          | 126.3 (4.97)          | 142 (5.6)             | 114.7 (4.52)          | 107.2 (4.22)          | 102.8 (4.05)          | 124.4 (4.90)          | 146.5 (5.77)          | 154.6 (6.09)          | 149 (5.9)             | 1,533.5 (60.37)       |
| 月均日照時數          | 77                    | 97                    | 118.1                 | 159.1                 | 193.5                 | 249.8                 | 278.8                 | 244.7                 | 191.3                 | 128.3                 | 67.5                  | 70.2                  | 1,875.3               |
| 来源：infoclimat.fr   |                       |                       |                       |                       |                       |                       |                       |                       |                       |                       |                       |                       |                       |

## 行政区划
奥热莱的市镇编号为39397，邮政编号为39270。
在行政管理方面，奥热莱隶属于法国勃艮第-弗朗什-孔泰大区汝拉省隆斯勒索涅区；在地方选举方面，奥热莱隶属于穆瓦朗昂蒙塔涅县，其市镇范围全境被划入汝拉省第一选区；在社会管理方面，奥热莱是祖母绿土地市镇公共社区的办公驻地。
法国国家统计与经济研究所（简称）在进行数据统计时，未将奥热莱划入任何城市核心区或城市区（）内。自2020年起，奥热莱被划入包含139个市镇的奥热莱城市辐射区内。此外，还将奥热莱市镇整体看作一个“块区”（IRIS），以便于统计人口分布情况。

## 交通

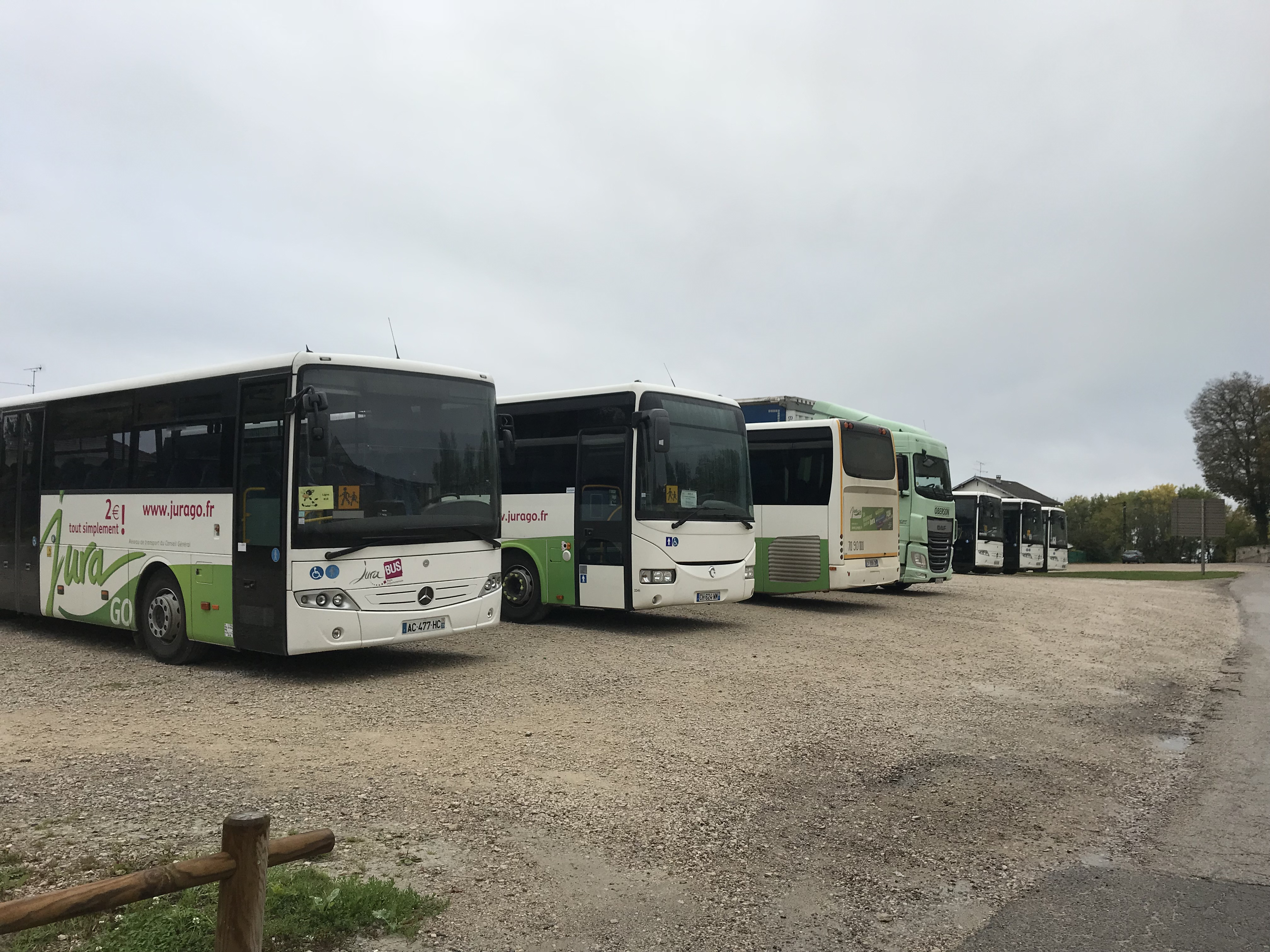
奥热莱的一处城际巴士停车场

### 公路
汝拉省省道D2线、D3线、D52线、D109线、D165线和D470线在奥热莱境内交汇。勃艮第-弗朗什-孔泰大区下属的城际客运提供巴士线路，可前往周边部分市镇。
| 9 | 33 |

| 隆斯勒索涅 | 19 |

| 圣克洛德 | 38 |

| 卢昂 | 45 |

2018年，68.2%的奥热莱家庭拥有至少一辆私人汽车。2018年，奥热莱境内共发生各类交通事故2起，造成2人受伤。

### 铁路
奥热莱位于汝拉省地方铁路奥热莱－阿兰托线（Orgelet - Arinthod）上，该铁路系统已于1948年停止运行。
距离奥热莱站最近的运营中的客运铁路车站为20公里外的隆斯勒索涅站，该站停靠往返于贝桑松和里昂一线的区域列车。

### 航空
距离奥热莱最近的民用航空站为多勒机场，距离奥热莱市中心的公路里程约74公里。

### 城市公共交通
截至2022年8月，奥热莱暂无城市公共交通系统。

## 政治

### 市政内阁

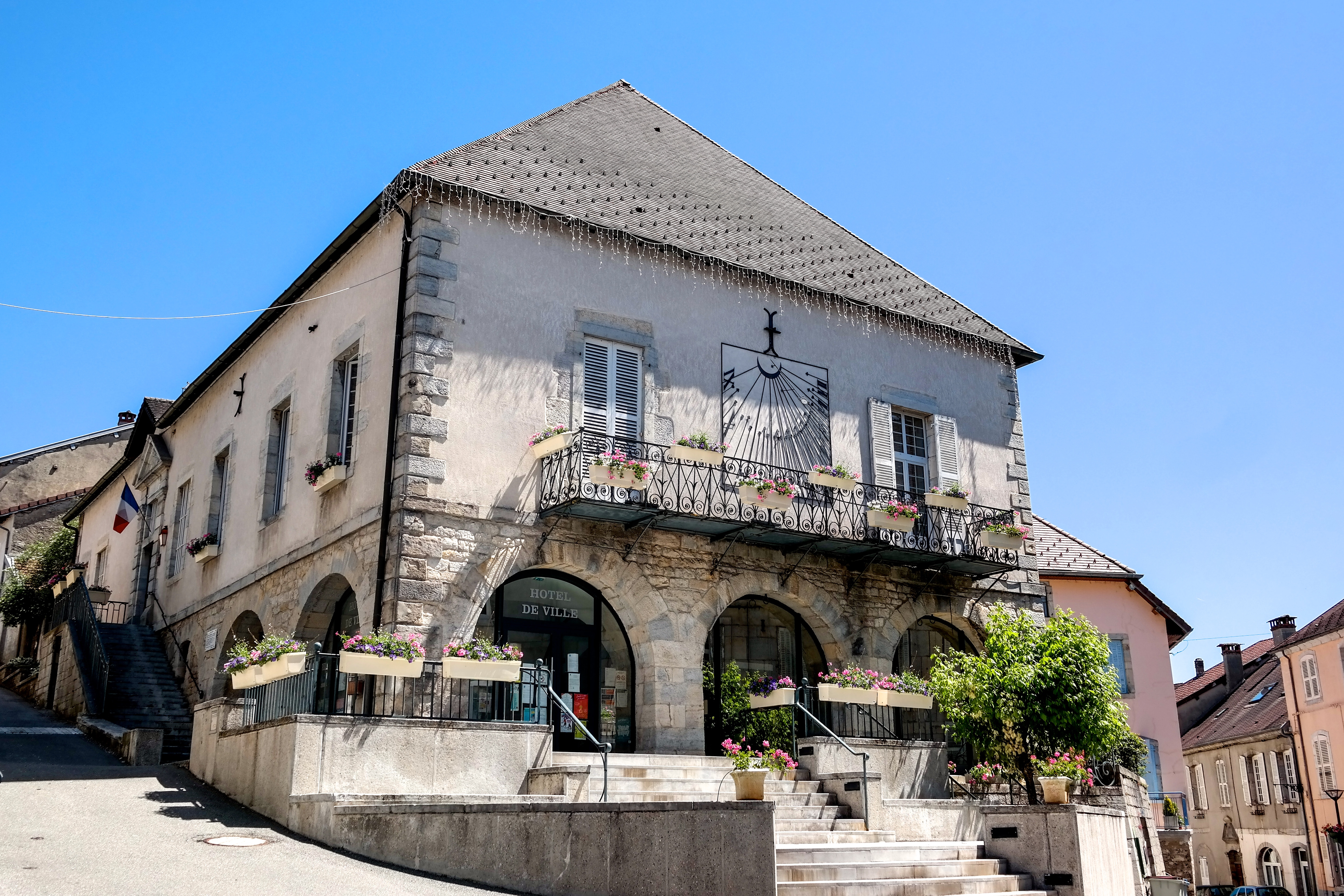
奥热莱市政厅

奥热莱的现任市长为让-保罗·迪蒂翁先生（Jean-Paul DUTHION），他是共和党的一名成员，在2020年的市政选举中获得了56.81%的支持率。
| 奥热莱历届市长 | 奥热莱历届市长                   | 奥热莱历届市长                           |
| 任期           | 市长                             | 党派                                     |
| -------------- | -------------------------------- | ---------------------------------------- |
| 1944年－1947年 | Marcel TREMBLAY 马塞尔·特朗布莱  | 不详                                     |
| 1947年－1950年 | Armand VERGUET 阿尔芒·韦尔盖     | RAD激进党                                |
| 1950年－1981年 | Pierre FUTIN 皮埃尔·菲坦         | RAD激进党 →RI独立激进党 →UDF法国民主联盟 |
| 1981年－2001年 | Gérard PERRIER 热拉尔·佩里耶     | DVD右翼无党派人士                        |
| 2001年－2014年 | Chantal LABROSSE 尚塔尔·拉布罗斯 | DVD右翼无党派人士                        |
| 2014年－2020年 | Jean-Luc ALLEMAND 让-吕克·阿勒芒 | DVG左翼无党派人士                        |
| 2020年－       | Jean-Paul DUTHION 让-保罗·迪蒂翁 | LR共和黨                                 |

### 各级选举
| 奥热莱历届投票选举结果 | 奥热莱历届投票选举结果 | 奥热莱历届投票选举结果 | 奥热莱历届投票选举结果               | 奥热莱历届投票选举结果               | 奥热莱历届投票选举结果 | 奥热莱历届投票选举结果               | 奥热莱历届投票选举结果               | 奥热莱历届投票选举结果 | 奥热莱历届投票选举结果 |
| 选举项目               | 选举范围               | 选区单位               | 选区单位内的选举结果                 | 选区单位内的选举结果                 | 选区单位内的选举结果   | 选区单位内的选举结果                 | 选区单位内的选举结果                 | 选区单位内的选举结果   | 参考资料               |
| 选举项目               | 选举范围               | 选区单位               | 第一轮胜出者                         | 第一轮胜出者                         | 支持率                 | 第二轮胜出者                         | 第二轮胜出者                         | 支持率                 | 参考资料               |
| ---------------------- | ---------------------- | ---------------------- | ------------------------------------ | ------------------------------------ | ---------------------- | ------------------------------------ | ------------------------------------ | ---------------------- | ---------------------- |
| 2017年法國總統選舉     | 法國                   | 市镇                   |                                      | 玛丽娜·勒庞                          | 23.03%                 |                                      | 埃马纽埃尔·马克龙                    | 59.45%                 | [ 18 ]                 |
| 2017年法国立法选举     | 汝拉省第一选区         | 市镇                   |                                      | 达妮埃尔·布吕勒布瓦                  | 32.14%                 |                                      | 西里尔·布雷罗                        | 51.21%                 | [ 18 ]                 |
| 2019年欧洲议会选举     | 法國                   | 市镇                   |                                      | 若尔丹·巴尔代拉                      | 22.78%                 | （不适用）                           | （不适用）                           | （不适用）             | [ 20 ]                 |
| 2021年法国省级选举     |                        | 县                     |                                      | 玛丽-克里斯蒂娜·达洛 菲利普·普罗斯特 | 42.7%                  |                                      | 玛丽-克里斯蒂娜·达洛 菲利普·普罗斯特 | 56.13%                 | [ 21 ]                 |
| 2021年法国省级选举     | 市镇                   |                        | 玛丽-克里斯蒂娜·达洛 菲利普·普罗斯特 | 53.69%                               |                        | 玛丽-克里斯蒂娜·达洛 菲利普·普罗斯特 | 68.85%                               |                        | [ 21 ]                 |
| 2021年法国大区选举     |                        | 市镇                   |                                      | 玛丽-吉特·迪费                       | 36.21%                 |                                      | 玛丽-吉特·迪费                       | 48.45%                 | [ 22 ]                 |
| 2022年法国总统选举     | 法國                   | 市镇                   |                                      | 玛丽娜·勒庞                          | 24.23%                 |                                      | 埃马纽埃尔·马克龙                    | 52.1%                  | [ 18 ]                 |
| 2022年法国立法选举     | 汝拉省第一选区         | 市镇                   |                                      | 达妮埃尔·布吕勒布瓦                  | 36.11%                 |                                      | 达妮埃尔·布吕勒布瓦                  | 55.73%                 | [ 18 ]                 |

## 人口
2019年，奥热莱市镇人口数量为1,606，在法国排名第6,590位。其中男性781人，女性825人，75岁及以上人口占13.8%，外籍人口数量为56人，人口密度为69人/平方公里，当地居民被称为（男性）或（女性）。2020年，奥热莱境内出生10人，死亡人口35人。
| 奥热莱1901年－2019年人口变化情况 |
|                                  |
| 数据来源：Cassini、INSEE         |

## 经济
奥热莱是一个区域性的中心市镇。截止2022年8月，奥热莱市镇范围内共有各类用人单位（包含自雇）345家，平均历史为19年，其中96.04%为中小型企业（PME），2022年6月至8月间，当地的经济活力指数为0.58%。（零售）、（塑料包装）及（农具销售）是当地2021年营业额最高的三个企业，分别为20,901,861欧元、13,671,670欧元和2,030,441欧元。

## 财政与居民收入
2020年，奥热莱的财政收入总额为1,730,530欧元，财政支出总额为1,048,490欧元，当年的债务总额为35,370欧元。2021年，奥热莱市镇共获得103,019欧元的国家财政补助，比上一年减少了2.91%。
2020年，奥热莱的人均月收入总额为2,030欧元，低于法国平均水平（2,303欧元）。
2018年，奥热莱境内的青壮年（15至64岁）失业率为9.7%，当地49.1%的家庭拥有纳税资格，平均纳税2,338欧元，低于法国平均水平（3,910欧元）。

## 社会事务

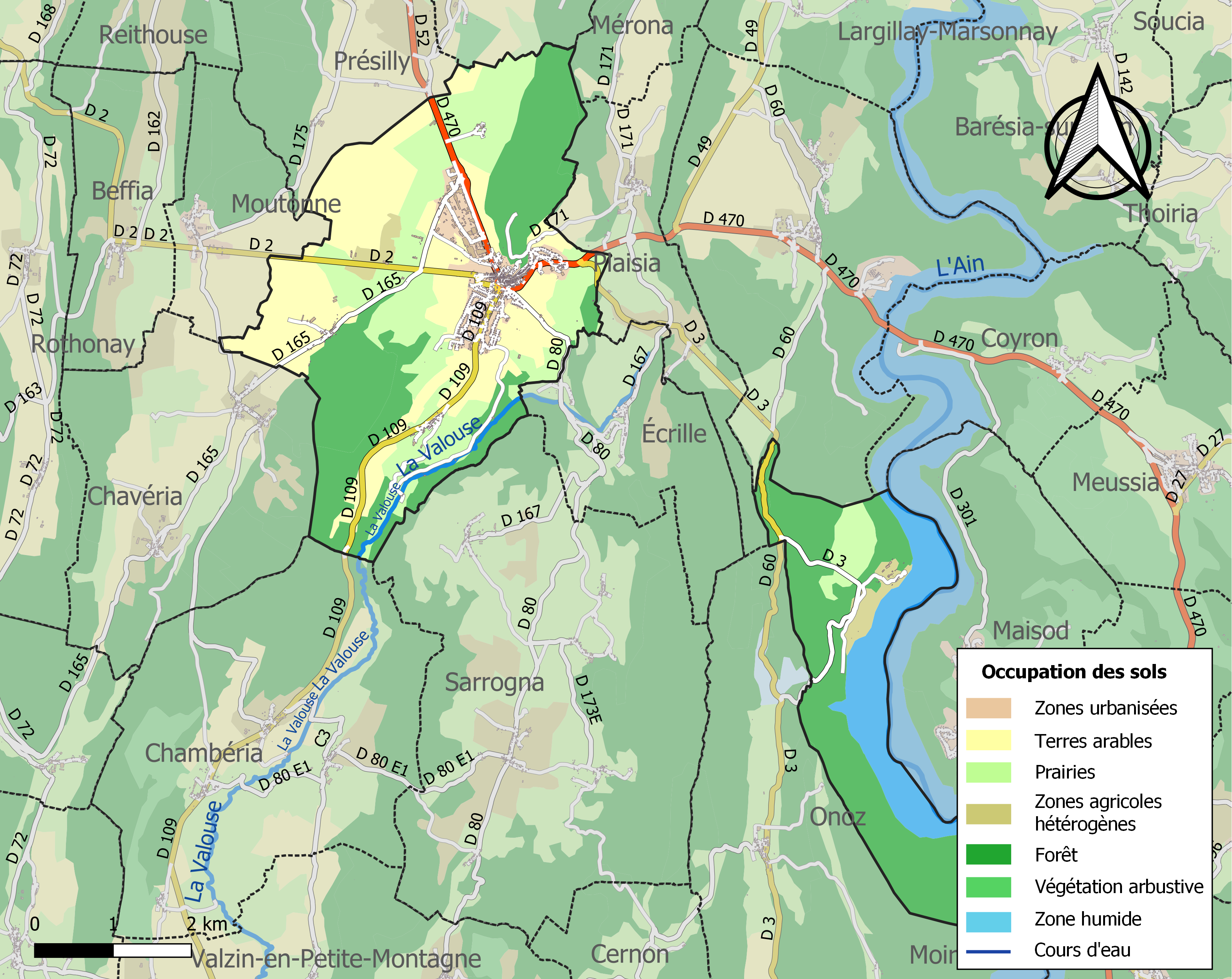
奥热莱土地利用情况地图

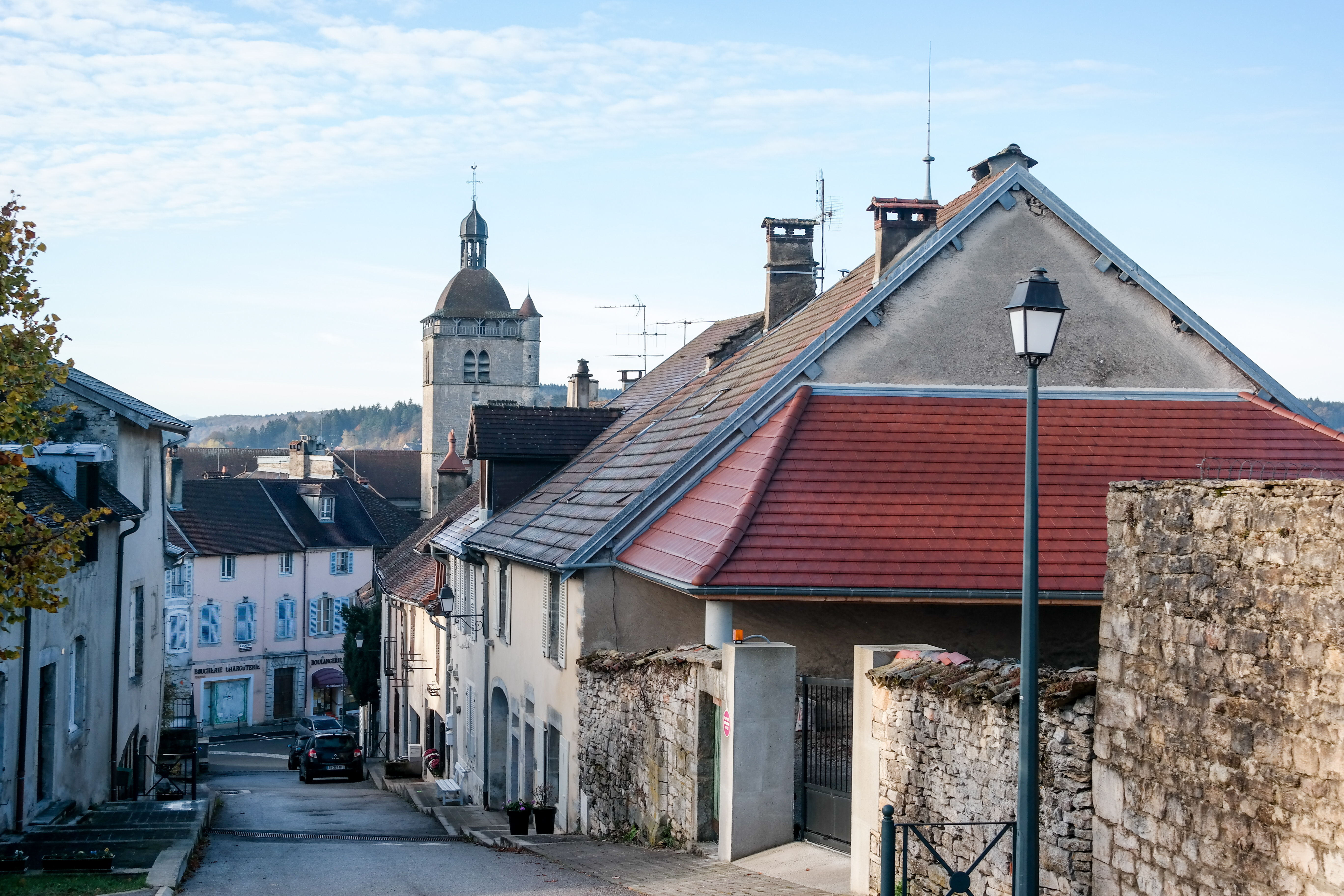
奥热莱镇中心

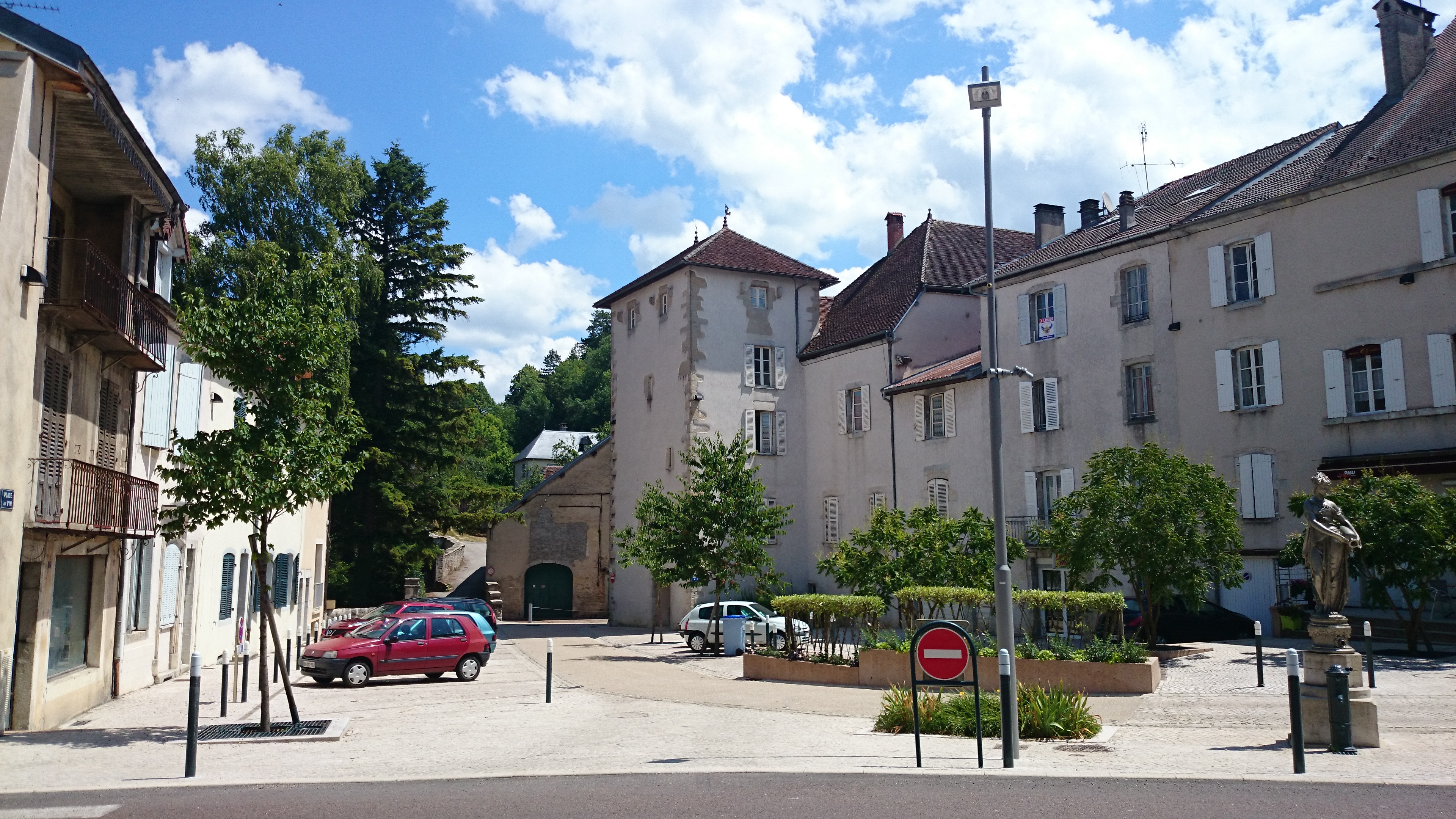
葡萄酒广场

### 教育
奥热莱属于贝桑松学区。截止2020年1月1日，奥热莱境内共有1所幼儿园、1所小学和1所初级中学。2018至2019学年度，奥热莱境内共有在校中等教育阶段学生224名。

### 医疗
截止2020年1月1日，奥热莱境内共有全科医生4名、保健师4名、牙医2名、护士3名和助产士1名。境内共有药房1家、养老院2家。
奥热莱中心医院是“南汝拉省中心医院”（Centre Hospitalier Jura Sud）的服务范围，后者是法国的一个区域性医疗机构，其主病区位于隆斯勒索涅，并在奥热莱市区设有一处含床位85个的病区，后者是当地规模最大的公立综合性医院。

### 住房
2018年，奥热莱境内共有各类住房946套，其中62.1%为独立式居民区，35.3%为集中式居民区。常住房屋占奥热莱市镇范围内居民建筑总量的78.2%。
在住房保障政策方面，2020年，奥热莱境内共有133户家庭获得了住房经济补助，受益人数占总人口数量的8.3%，其中124份为房租补助。

### 商业
2019年，奥热莱境内共有各类实体商铺74家，其中餐厅7家、大型超市1家、杂货店1家、面包房3家、肉铺1家、书店1家、银行门店4家、美容美发店3家、汽车维修店6家。市区北部建有一家Super U购物商场。

### 体育
2020年，奥热莱境内共有1家游泳池、2间体育馆、1座综合体育场、3处网球场、2处足球或橄榄球场以及1处篮球或排球场。
截至2022年8月，奥热莱境内暂无注册足球俱乐部。当地民间有排球、网球、射击等项目的活动团体。

### 环境
奥热莱的环境事务由其所属的祖母绿土地市镇公共社区联合各级政府协调负责。2019年，奥热莱境内暂无污染企业。

### 治安
2019年，奥热莱市镇范围内有1处宪兵队。
奥热莱及其附近的共221个市镇是国家宪兵队（zone gendarmerie de Lons-le-Saunier）的管辖范围。2020年，该宪兵队累计记录各类案件2,294起，其中盗窃类案件946起，经济类案件675起，毒品交易类案件90起。

## 文化
2020年，奥热莱境内暂无任何文化设施。祖母绿土地市镇公共社区在奥热莱设有一处多媒体中心，每周二至六向公众开放。

### 建筑
奥热莱境内有多处历史建筑，其中法国国家文物保护单位包括伯尔纳铎教会、圣母升天教堂等。

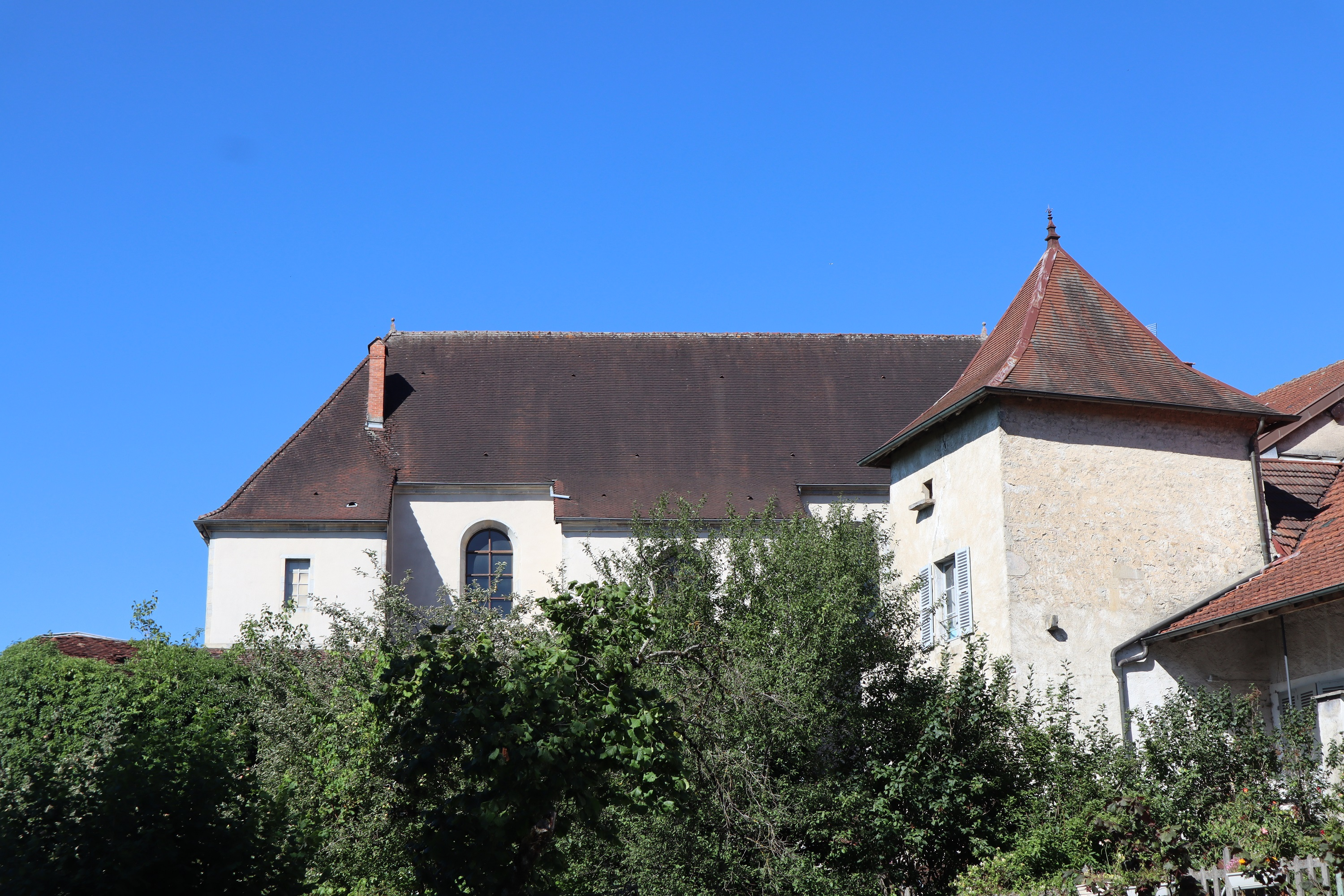
伯尔纳铎教会（法语：Couvent des Bernardines d'Orgelet）
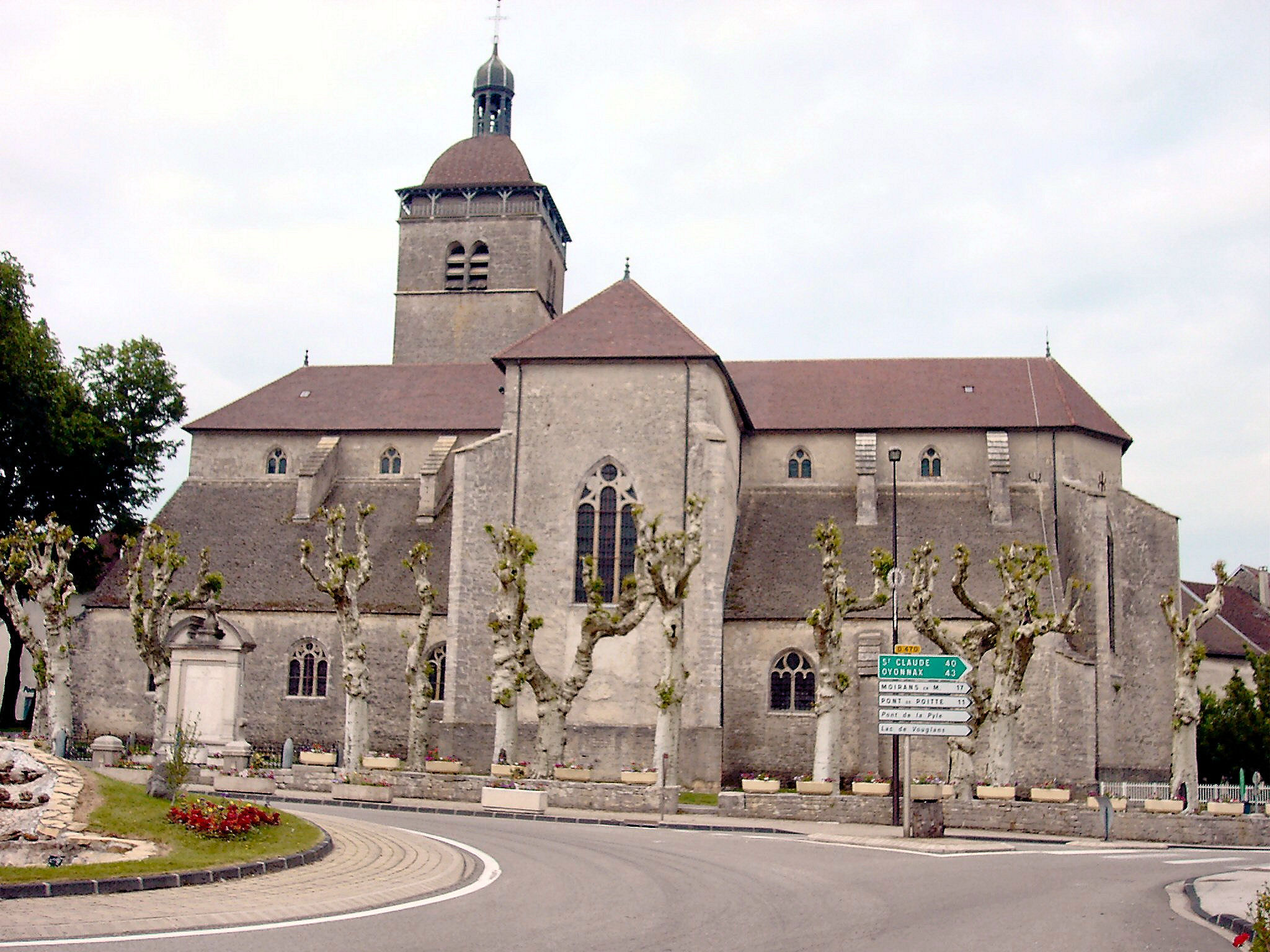
圣母升天教堂（法语：Église Notre-Dame-de-l'Assomption d'Orgelet）
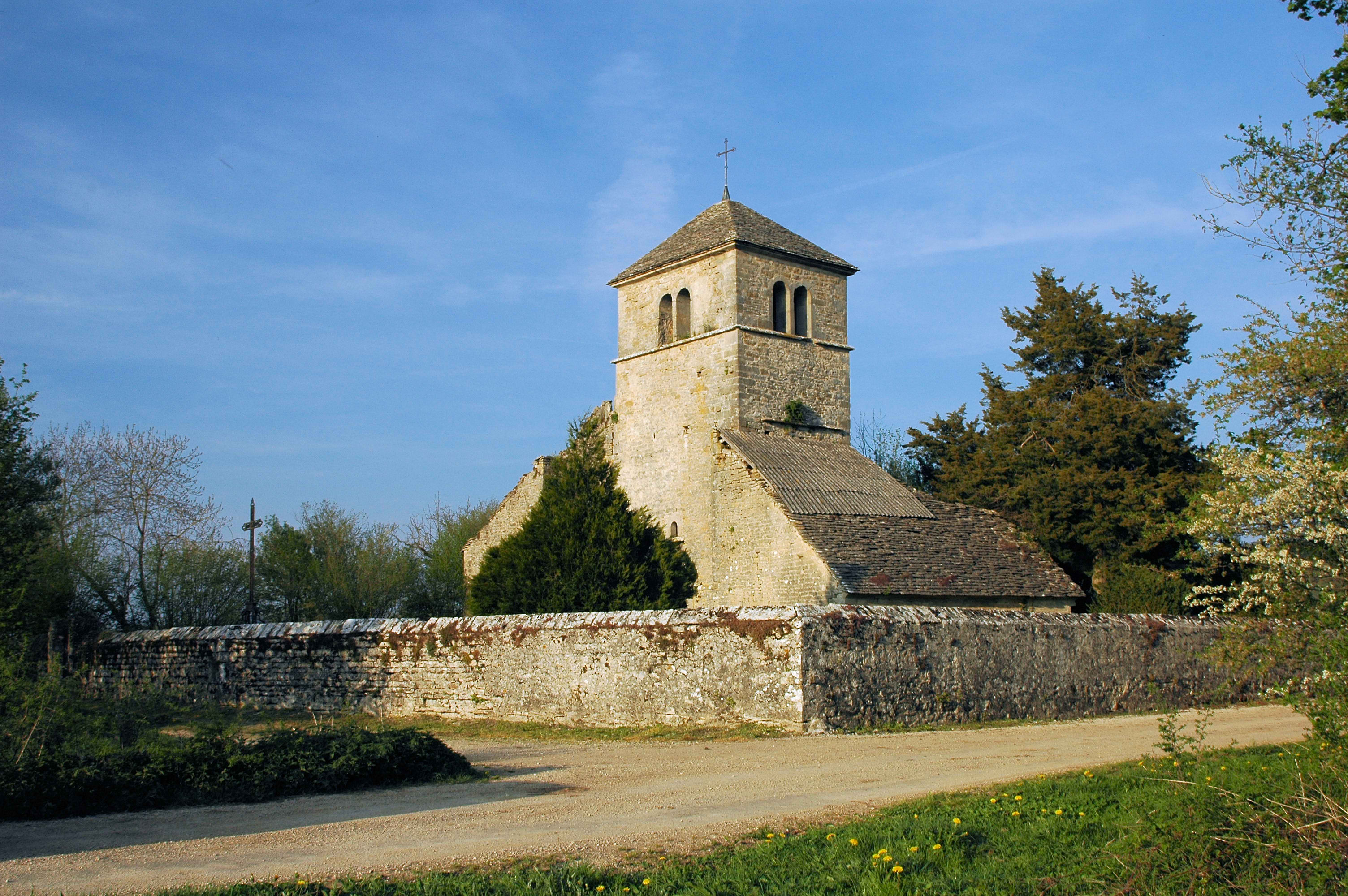
塞泽里亚教堂（法语：Église de l'Assomption-de-Notre-Dame de Sézéria）
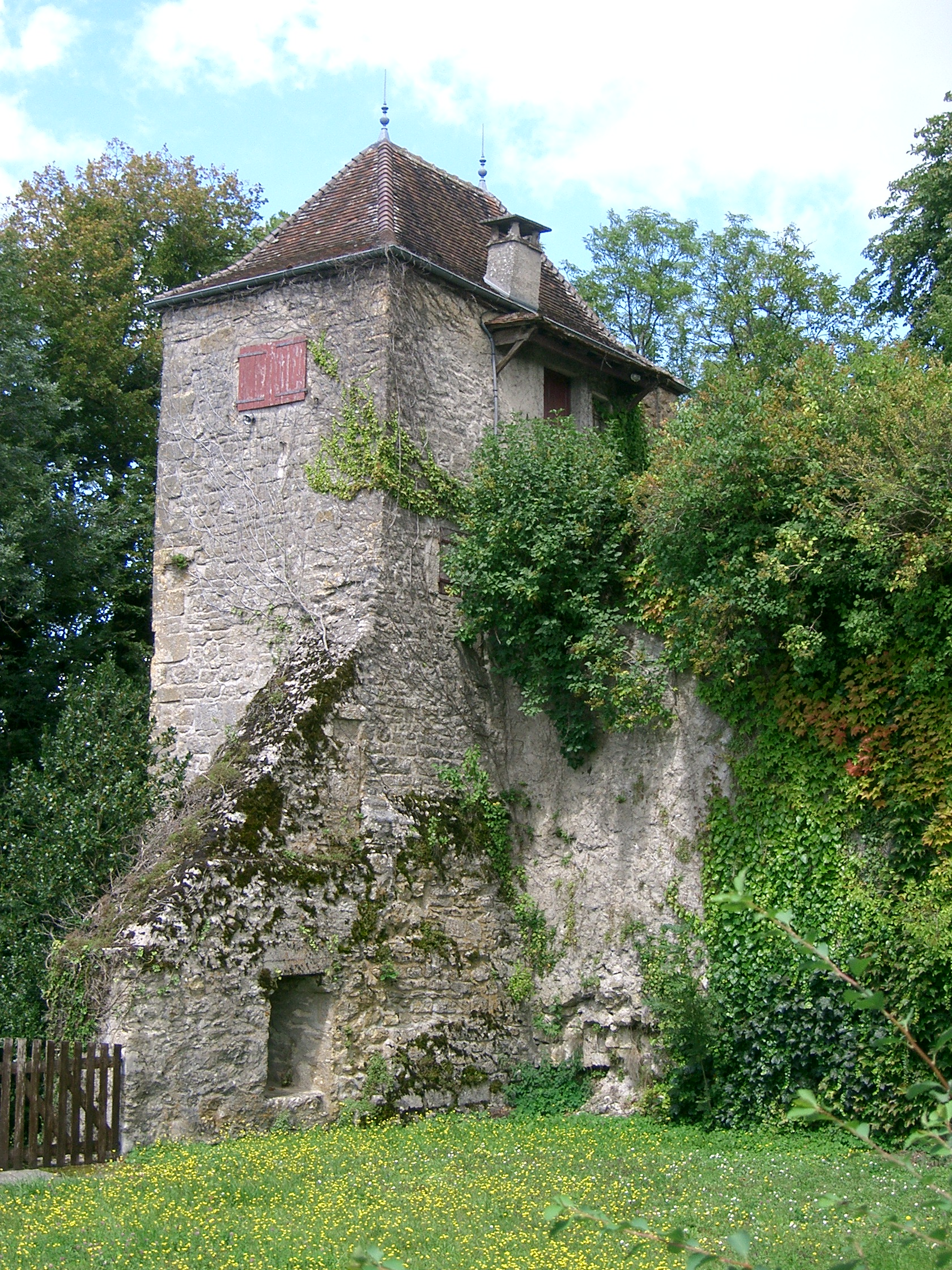
古城垒
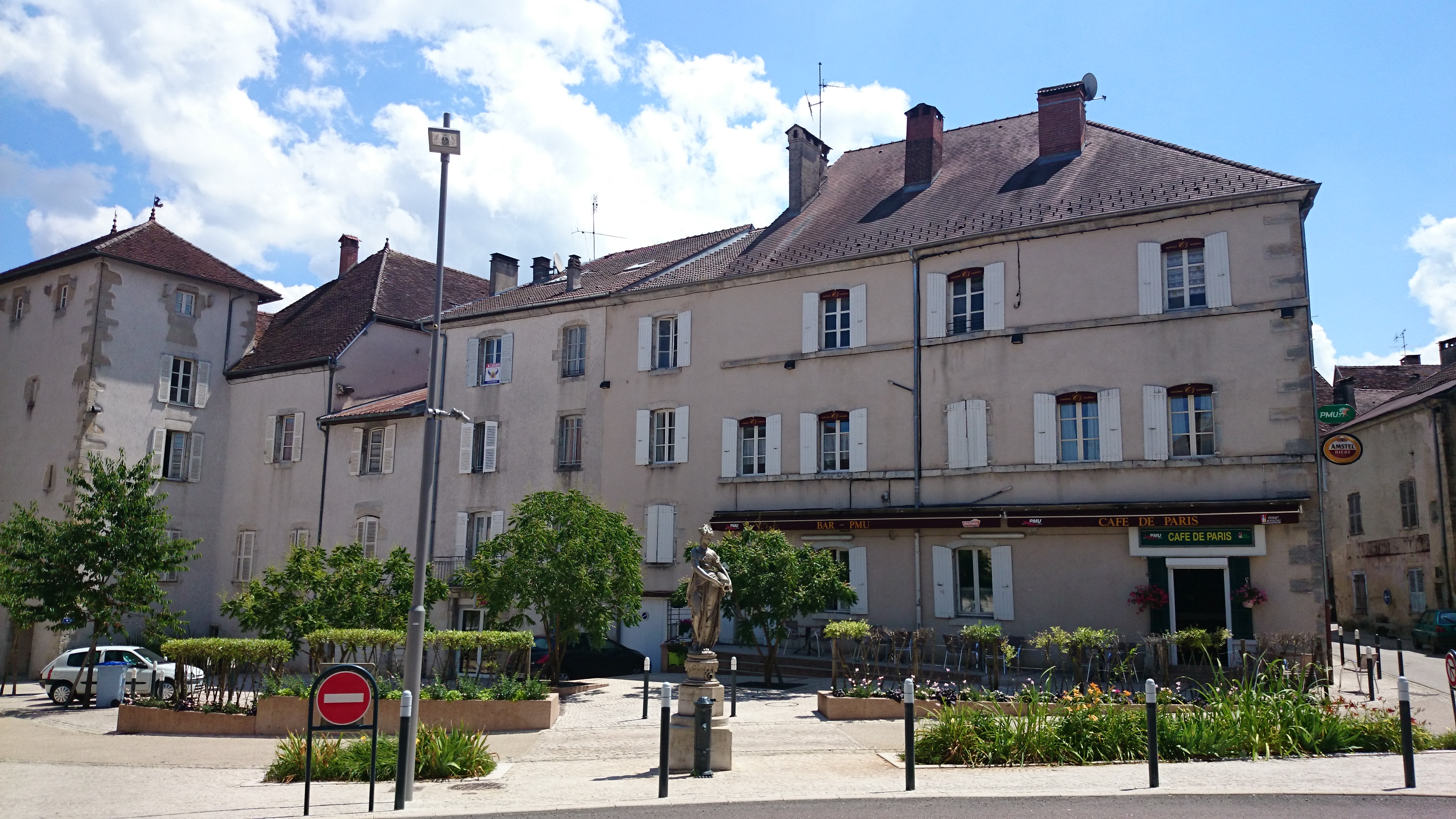
镇中心民居
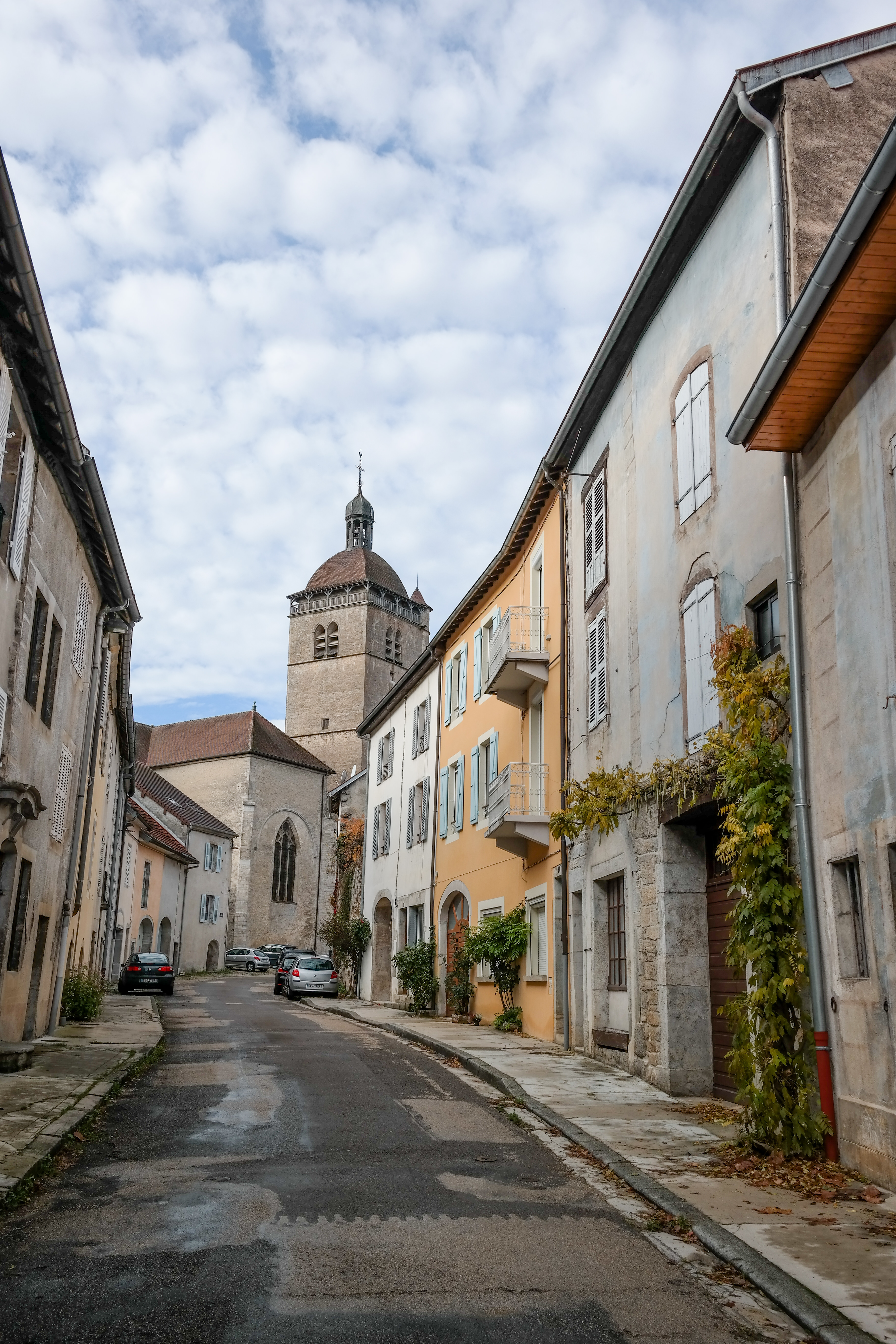
教士街及远处的钟楼

### 旅游
奥热莱的旅游事务由其所属的祖母绿土地市镇公共社区负责。2021年，奥热莱境内共有1家酒店共计14间房间。

### 媒体
法国主要的媒体均可在奥热莱接收，法国电视三台下属的勃艮第-弗朗什-孔泰大区频道在部分时段播出奥热莱所属区域的地方新闻。《汝拉之声》、蓝色法兰西贝桑松广播、天主教法语区广播汝拉省分台等是当地主要的地方性媒体。

## 相关人物
法国将军皮埃尔-弗朗索瓦-格扎维埃·布沙尔出生于奥热莱。

## 友好城市
截至2022年8月，奥热莱共与两座城市互为友好城市关系：
- 德国 黑西施利希特瑙Fürstenhagen区
- 奥地利 施利尔巴赫